# Нестюковская (Вельский район)
Нестюковская — деревня в Вельском районе Архангельской области. Входит в состав муниципального образования «Верхнеустькулойское», имеет местное неофициальное название Заозерье.

## География
Деревня расположена в южной части Архангельской области, в таёжной зоне, в пределах северной части Русской равнины, в 14 километрах на юго-восток от города Вельска, на правом берегу реки Кулой, близ впадения её в реку Вага. Ближайшие населённые пункты: на юге нежилая деревня Ковылинская.
Часовой пояс
Нестюковская, как и вся Архангельская область, находится в часовой зоне МСК (московское время). Смещение применяемого времени относительно UTC составляет +3:00.

## Население
| 2002 | 2010 | 2012 | 2014 |
| ---- | ---- | ---- | ---- |
| 154  | ↗173 | ↗174 | ↗179 |

## История
Указана в «Списке населённых мест по сведениям 1859 года» в составе Вельского уезда(2-го стана) Вологодской губернии под номером «2552» как «Нестюковская(Заозерье)». Насчитывала 7 дворов, 37 жителей мужского пола и 33 женского. 
В материалах оценочно-статистического исследования земель Вельского уезда упомянуто, что в 1900 году в административном отношении деревня входила в состав Усть-Кулойского сельского общества Устьвельской волости. На момент переписи в селении Нестюковское(Заозерье) находилось 17 хозяйств, в которых проживало 58 жителей мужского пола и 61 женского.
В деревне находилась часовня, приписанная к приходу Усть-Кулойской Благовещенской церкви.